# Henry Terry
Henry John Terry (Londra, 27 maggio 1868 – Londra, 27 luglio 1952) è stato un crickettista britannico.
Partecipò ai Giochi olimpici 1900 di Parigi nel torneo di cricket, vincendo la medaglia d'argento con la squadra che rappresentò la Francia.

## Palmarès
| Anno | Manifestazione | Sede   | Evento  | Risultato | Note |
| ---- | -------------- | ------ | ------- | --------- | ---- |
| 1900 | Olimpiadi      | Parigi | Cricket | Argento   |      |